# Eutropia (Frau Maximians)

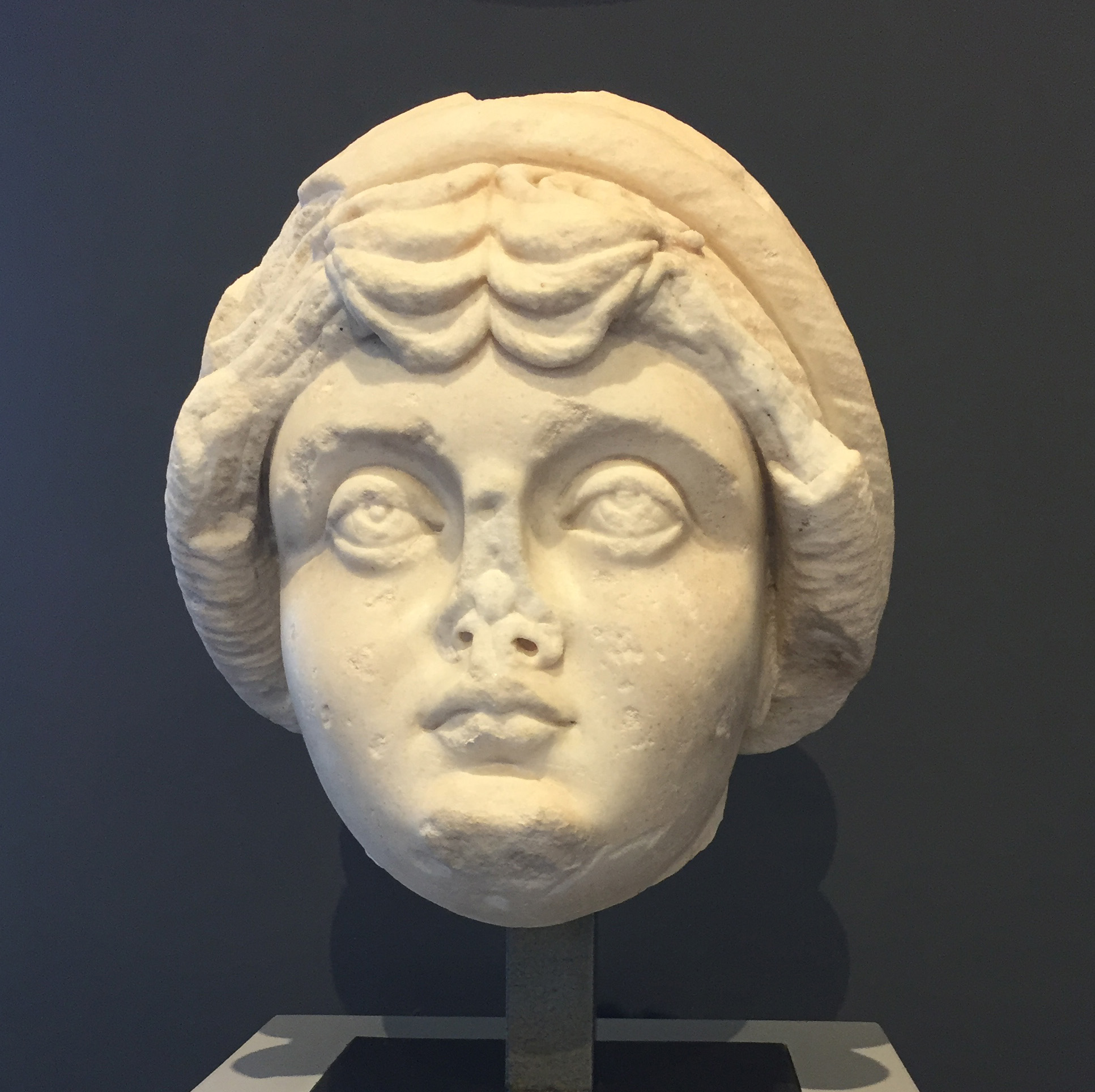
Porträt von Eutropia aus der Sammlung des Musée Saint-Raymond

Eutropia († nach 325) war die Ehefrau des römischen Kaisers Maximian und Mutter des Usurpators Maxentius und der Kaiserin Fausta.

## Leben
Über Eutropia ist nicht viel bekannt. Sie stammte aus der Provinz Syria. Gegen Ende der 270er Jahre heiratete sie Marcus Aurelius Valerius Maximianus, der genaue Zeitpunkt ist nicht bekannt. Es wird angenommen, dass sie vor der Ehe mit Maximian mit dem Syrer Afranius Hannibalianus verheiratet war, der 292 Konsul war, und dass aus dieser Ehe die Tochter Flavia Maximiana Theodora stammte. Nach einer anderen Theorie war Flavia Maximiana Theodora nicht wie in den antiken Quellen angegeben Maximians Stieftochter, sondern seine leibliche Tochter aus einer ersten Ehe mit einer unbekannten Frau. Flavia Maximiana Theodora wurde vermutlich 289 die zweite Ehefrau von Constantius I. Chlorus. Eine gemeinsame Tochter wurde nach der Großmutter Eutropia genannt. Constantius Chlorus trennte sich dafür von Helena, der Mutter Konstantins. Maximian wurde 285 von Diokletian als Mitkaiser zum Caesar und im folgenden Jahr zum Augustus ernannt. Bei der Neuaufteilung der Herrschaft zur Tetrarchie adoptierte Maximian seinen Schwiegersohn, den neuen Caesar Constantius I. 305 trat Maximian gemeinsam mit Diokletian zurück. Politisch trat Eutropia während der Herrschaft ihres Mannes nicht in Erscheinung.
Mit Maximian hatte Eutropia zwei Kinder. Der Sohn Maxentius, um 278 geboren, wurde 306 als Usurpator zum Kaiser ausgerufen. Sein Vater Maximian nahm daraufhin wieder den Titel Augustus an. Er verheiratete seine und Eutropias nach 293 geborene Tochter Flavia Maxima Fausta 307 mit Konstantin, der sich ebenfalls 306 zum Caesar ernannt hatte, um ihr Bündnis zu festigen. Konstantin wurde zusätzlich von seinem Schwiegervater adoptiert und zum Augustus ernannt. 308 wurde Maximian auf der Kaiserkonferenz von Carnuntum zum Rücktritt gezwungen und überwarf sich mit seinem Sohn. Sein Schwiegersohn Konstantin, bei dem er zunächst Zuflucht und Unterstützung gesucht hatte, stellte sich 310, als Maximian sich erneut zum Kaiser erklärt hatte, gegen ihn. Maximian starb, kurz nachdem Konstantin das von ihm gehaltene Massilia erobert hatte. Maxentius fiel 312 in der Schlacht an der Milvischen Brücke gegen Konstantin, der damit zum Alleinherrscher des Römischen Reichs wurde. Nach Maxentius’ Tod distanzierte Eutropia sich auf Anraten ihres Schwiegersohns von ihrem Sohn und erklärte, dass er nicht ihr leiblicher Sohn sei. Damit wollte sie vermutlich vor allem die Stellung ihrer Tochter schützen.
Über Eutropia ist bekannt, dass sie den christlichen Glauben annahm. Wie Helena, die Mutter ihres kaiserlichen Schwiegersohns, reiste sie nach dem Tod ihres Mannes und ihres Sohnes nach Palästina. Eusebius von Caesarea zitiert in seiner Vita Constantini einen Brief Konstantins, in dem er schreibt, dass seine „fromme Schwiegermutter“ ihn darüber unterrichtet habe, dass bei der Mamre-Eiche heidnische Kulte stattfänden. Wenn sie gemeinsam mit Helena reiste, geschah diese Reise, nachdem Konstantin 326 ihre Tochter Fausta hatte hinrichten lassen, was bedeuten würde, dass Eutropia ihre Kinder überlebte.